# Calm (album)
Calm (stylizowany jako C A L M, skrótowiec pierwszych imion członków zespołu: Calum, Ashton, Luke i Michael) – czwarty album studyjny australijskiego zespołu pop-rockowego 5 Seconds of Summer, wydany 27 marca 2020 roku nakładem wytwórni muzycznych Interscope Records i Polydor Records.
Z powodu błędu wysyłki około 10 000 kopii albumu zostało wydanych wcześniej w Stanach Zjednoczonych, co pozwoliło na opublikowanie płyty na tydzień przed premierą.

## Lista utworów
| Edycja standardowa | Edycja standardowa    | Edycja standardowa | Edycja standardowa         | Edycja standardowa |
| Nr                 | Tytuł utworu          | Autorzy | Produkcja                  | Długość            |
| ------------------ | --------------------- | --- | -------------------------- | ------------------ |
| 1.                 | „Red Desert”          | Matthew Pauling, Luke Hemmings, Calum Hood, Ashton Irwin, Michael Gordon Clifford                                              | Matthew Pauling            | 3:49               |
| 2.                 | „No Shame”            | Ali Tamposi, Andrew Wotman, Irwin, Hood, Donna Lewis, Hemmings, Clifford, Nathan Perez                                         | Andrew Watt, Perez         | 3:10               |
| 3.                 | „Old Me”              | Dre Moon, Hemmings, Irwin, Tamposi, Wotman, Louis Bell, Billy Walsh, Brian Lee                                                 | Watt, Louis Bell, Dre Moon | 3:04               |
| 4.                 | „Easier”              | Louis Bell, Charlie Puth, Tamposi, Ryan Tedder, Watt                                                                           | Watt, Puth, Bell           | 2:37               |
| 5.                 | „Teeth”               | Tamposi, Irwin, Hemmings, Watt, Bernard Sumner, Carl Sturken, Evan Rogers, Peter Hook, Gillian Gilbert, Tedder, Stephen Morris | Watt, Bell                 | 3:24               |
| 6.                 | „Wildflower”          | Oscar Görres, Clifford, Hood, Irwin, Geoff Warburton, Rami Yacoub                                                              | Gorres                     | 3:40               |
| 7.                 | „Best Years”          | Hemmings, Tamposi, Wotman, Perez, Tedder                                                                                       | Watt, Perez, Benny Blanco  | 3:10               |
| 8.                 | „Not in the Same Way” | Hemmings, Irwin, Tamposi, Wotman, Benjamin Levin, Joshua Coleman                                                               | Watt, Blanco               | 3:40               |
| 9.                 | „Lover of Mine”       | Hemmings, Irwin, Tamposi, Wotman, Perez                                                                                        | Watt, Perez                | 3:26               |
| 10.                | „Thin White Lies”     | Hemmings, Clifford, Hood, Irwin, Tamposi, Wotman, Perez, Carter Lang                                                           | Watt, Perez                | 3:02               |
| 11.                | „Lonely Heart”        | Pauling, Hemmings, Clifford, Hood, Irwin                                                                                       | Pauling                    | 3:24               |
| 12.                | „High”                | Hemmings, Clifford, Hood, Irwin, Tamposi, Wotman, Bell                                                                         | Watt, Bell                 | 2:58               |
|                    |                       | |                            | 39:24              |

## Notowania
| Lista przebojów (2020)            | Najwyższa pozycja |
| --------------------------------- | ----------------- |
| Belgia (Ultratop Flandria)        | 7                 |
| Belgia (Ultratop Walonia)         | 38                |
| Holandia (MegaCharts)             | 5                 |
| Japonia (Oricon)                  | 77                |
| Litwa (AGATA)                     | 6                 |
| Niemcy (Media Control Charts)     | 7                 |
| Stany Zjednoczone (Billboard 200) | 2                 |
| Szwecja (Sverigetopplistan)       | 26                |

## Certyfikaty i sprzedaż
| Kraj                  | Certyfikat      | Sprzedaż |
| --------------------- | --------------- | -------- |
| Polska (ZPAV)         | platynowa płyta | 20 000+  |
| Wielka Brytania (BPI) | srebrna płyta   | 60 000+  |